# 한국창업경제연구소
한국창업경제연구소는 대한민국 민간 창업연구소이다. 2007년 정식 설립되었다. 대한민국의 창업과 프랜차이즈를 연구한다. 또한 프랜차이즈 본사 컨설팅및 인큐베이팅 업무를 하고 있다. 한국창업경제연구소는 서울특별시 도봉구 창동에 위치해 있다. 2010년 기준으로, 소장은 장정용이다.